# 야누스: 욕망의 두 얼굴
"야누스: 욕망의 두 얼굴"은 2014년에 개봉한 대한민국의 영화이다.

## 캐스팅
- 오인혜 : 다희 역
- 이은미 : 우경 역
- 크리스 조 : 공우 역
- 이기창 : 남호 역
- 김수희 : 다희 모 역
- 석진영 : 내연남 역
- 최은 : 꿈속의 여자 역
- 이동국 : 꿈속의 남자 역
- 이원하 : 명중 역
- 이종신 : 청년 K 역
- 조동일 : 의사 역
- 한국무술클럽 (특별출연)